# 小鸡街站
小鸡街站是位于云南省宣威市小鸡街村的一个铁路车站，邮政编码655413。车站建于1964年，有沪昆铁路经过该站，2011年撤销，车站及其上下行区间均已电气化。车站距离贵阳站404公里，隶属昆明铁路局，是四等站。原贵昆铁路沾六段复线改造后，本站已废弃。